# Brother Rat and a Baby
Brother Rat and Baby è un film del 1940 diretto da Ray Enright, con Priscilla Lane, Wayne Morris, Jane Bryan, Eddie Albert, Jane Wyman e Ronald Reagan. È il sequel di Brother Rat del 1938, film sui cadetti del Virginia Military Institute a Lexington, Virginia.
È da notare l'interpretazione del futuro presidente degli Stati Uniti Ronald Reagan e di sua moglie Jane Wyman.